# سام هیوسن
سام هیوسن (انگلیسی: Sam Hewson؛ زادهٔ ۲۸ نوامبر ۱۹۸۸) یک بازیکن فوتبال است.